# Отто Маттершток
Отто Маттершток (нім. Otto Matterstock; 19 жовтня 1889, Карбах — 6 травня 1961, Мюнхен) — німецький воєначальник, генерал-лейтенант вермахту.

## Біографія
Син вчителя Томаса Маттерштока і його дружини Елізи, уродженої Альберт. Через 3 місяці після народження, 7 січня 1890 року, втратив батька. 19 липня 1909 року вступив в Баварську армію. Учасник Першої світової війни. 27 квітня 1920 року демобілізований і того ж дня вступив у поліцію. 1 жовтня 1934 року перейшов у рейхсвер. З 1 червня 1938 року — комендант Вюрцбурга. З 6 вересня 1939 року — командир 73-го запасного піхотного, з 1 грудня 1939 року — 330-го піхотного полку, з 3 травня 1941 по 1 квітня 1943 року — 716-ї піхотної, з 17 вересня 1943 по 10 січня 1944 року — 147-ї резервної дивізії. 25 квітня 1944 року відряджений в 12-й військовий округ. З 1 грудня 1944 по 29 січня 1945 року — комендант 44-го укріпрайону. З 8 лютого 1945 року — командир піхотної дивізії «Маттершток». В 1952 році опублікував мемуари.

## Звання
- Фанен-юнкер (19 липня 1909)
- Унтерофіцер (15 грудня 1909)
- Фенріх (7 березня 1910)
- Лейтенант (15 грудня 1911; патент №138 від 26 жовтня 1911)
- Оберлейтенант (9 липня 1915; патент №111)
- Гауптман (22 серпня 1919; патент від 18 жовтня 1918)
- Майор поліції (1 січня 1934)
- Майор (1 жовтня 1934; патент від 1 березня 1931)
- Оберстлейтенант (1 червня 1935; патент від 1 липня 1934)
- Оберст (1 січня 1937)
- Генерал-майор (1 вересня 1941)
- Генерал-лейтенант (1 листопада 1942)

## Нагороди
- Медаль принца-регента Луїтпольда (3 березня 1911)
- Залізний хрест
  - 2-го класу (17 вересня 1914)
  - 1-го класу (8 червня 1916)
- Орден «За військові заслуги» (Баварія) 4-го класу з мечами (11 листопада 1914)
- Нагрудний знак «За поранення» в чорному (11 вересня 1918)
- Почесний хрест ветерана війни з мечами
- Медаль «За вислугу років у Вермахті» 4-го, 3-го, 2-го і 1-го класу (25 років)
- Застібка до Залізного хреста 2-го і 1-го класу
- Орден Корони короля Звоніміра 1-го ступеня із зіркою і мечами